# 이사시오 카예하
이사시오 카예하 가르시아(스페인어: Isacio Calleja García; 1936년 12월 6일, 카스티야 이 레온 지방 바예 데 세라토 ~ 2019년 2월 4일, 마드리드 지방 마드리드)는 스페인의 전 프로 축구 선수로, 현역 시절 수비수로 활동하였다.

## 클럽 경력
카예하는 팔렌시아 도 바예 데 세라토 출신이다. 테르세라 디비시온의 과달라하라로 잠깐 임대된 것을 제외하고 현역 시절 14년을 모두 아틀레티코 마드리드에서 보냈는데, 그의 라 리가 신고식을 치른 경기는 1959년 1월 4일에 0-1로 패한 오비에도와의 원정 경기로 그의 1년차에 9경기를 출전하는데 그쳤다.(그가 출전한 9경기 모두 선발로 출전해 90분을 뛰었다)
그 후로, 카예하는 매트리스 제작단의 수비 중심으로 발돋움하여 1959-60 시즌과 1960-61 시즌에 연속으로 레알 마드리드를 산티아고 베르나베우에서 제압하고 코파 델 레이 정상에 오르도록 도왔다. 이듬해, 역시 우승으로 끝난 UEFA 컵위너스컵에서도 9경기를 출전한 주축 선수였다.
1970년 4월 19일, 카예하는 2-0으로 이긴 사바델과의 1969-70 시즌의 딱 한 골을 득점하였는데, 그 경기 덕에 아틀레티코 마드리드는 리그 우승을 거둘 수 있었다. 그는 1972년 7월, 자신의 통산 4번째 코파 델 헤네랄리시모 우승을 거둔 1971-72 시즌을 끝으로 35세의 나이에 현역에서 은퇴하였다. 그는 아틀레티코 소속으로 425번의 공식 경기에 출전하였는데, 이 중 76경기는 국내 컵대회 경기였고, 45경기는 유럽대항전 경기였다.

## 국가대표팀 경력
카예하는 스페인 국가대표 선수로 10년 이상 활동했다. 그는 1961년 4월 19일, 2-1로 이긴 웨일스와의 1962년 FIFA 월드컵 예선전 경기에서 첫 국가대표팀 경기를 치렀다.
카예하는 스페인이 안방에서 1964년 유러피언 네이션스컵을 우승하는데 도왔는데, 예선전과 본선을 포함해 총 4번의 경기에 출전했다. 도합하여, 그는 13번의 국가대표팀 경기에 출전하였다.

## 은퇴 후와 최후
은퇴 후, 법학을 전공한 카예하는 사무 변호사로 근무하였다. 2019년 2월 4일, 그는 향년 82세에 마드리드에서 영면에 들었다.

## 수상

### 클럽
아틀레티코 마드리드
- 라 리가: 1965–66, 1969–70
- 코파 델 헤네랄리시모: 1959–60, 1960–61, 1964–65, 1971–72
- UEFA 컵위너스컵: 1961–62

### 국가대표팀
스페인
- UEFA 유럽 축구 선수권 대회: 1964